# Grand Prix automobile d'Australie 2019
GP précédent GP suivant
Le Grand Prix automobile d'Australie 2019 (Formula 1 Rolex Australia Grand Prix 2019), disputé le 17 mars 2019 sur le circuit de l'Albert Park, est la 998e épreuve du championnat du monde de Formule 1 courue depuis 1950. Il s'agit de la trente-quatrième édition du Grand Prix d'Australie comptant pour le championnat du monde de Formule 1 et de la première manche du championnat 2019.
Lewis Hamilton, qui n'a jamais été battu en qualifications sur le circuit de l'Albert Park depuis le début de l'ère des moteurs V6 turbocompressés à double système de récupération d'énergie en 2014, saison qui a aussi marqué la départ de la domination de Mercedes sur la Formule 1, réalise sa sixième pole position consécutive à Melbourne et la quatre-vingt-quatrième de sa carrière en établissant un nouveau record du tracé à 237,194 km/h de vitesse moyenne. Au volant de la W10, les pilotes des Flèches d'Argent monopolisent la première ligne, Valtteri Bottas terminant à 112 millièmes de seconde de son coéquipier. Sebastian Vettel, troisième, est relégué à plus de sept dixièmes de seconde et est accompagné en deuxième ligne par Max Verstappen. Charles Leclerc est en troisième ligne devant Romain Grosjean. Kevin Magnussen et le novice Lando Norris, au volant de sa McLaren MCL34, s'élancent en quatrième ligne.
Valtteri Bottas, qui prend un meilleur départ que Lewis Hamilton, vire en tête au premier freinage et s'impose au bout des cinquante-huit tours de course pour obtenir la quatrième victoire de sa carrière, sa première depuis le Grand Prix d'Abou Dabi 2017. Le Finlandais creuse un important écart sur son coéquipier (qui, en terminant deuxième, permet à Mercedes d'obtenir un quarante-cinquième doublé) et couronne son week-end par le point supplémentaire du meilleur tour en course qu'il réalise à une boucle de l'arrivée. Revanchard dans son tour d'honneur, sans doute blessé par les critiques qu'il a subies l'année précédente, Bottas lâche dans son casque « À ceux que cela concerne, allez vous faire foutre ! ». 
En dépassant Sebastian Vettel d'une manœuvre autoritaire au trente-et-unième tour, Max Verstappen offre au moteur Honda son premier podium à l'ère des V6 hybrides, après onze années et la troisième place de Rubens Barrichello au volant de la Honda RA108 au Grand Prix de Grande-Bretagne 2008. Vettel demande alors par radio à son stand « Pourquoi sommes-nous si lents ? ». Il précède son coéquipier Charles Leclerc qui termine dans ses échappements à la même place que sur la grille de départ. Romain Grosjean contraint à l'abandon, Kevin Magnussen conduit sa Haas-Ferrari à la sixième place ; il est le dernier pilote à franchir la ligne d'arrivée dans le tour du vainqueur. Nico Hülkenberg, remonté du onzième rang sur la grille, se classe septième, contenant un groupe compact constitué de Kimi Räikkönen, Lance Stroll, Daniil Kvyat, qui prend le dernier point en jeu, et Pierre Gasly, onzième pour sa première course avec Red Bull Racing. Devant son public, Daniel Ricciardo abime sa Renault au départ et abandonne au bout de vingt-neuf tours. 
Valtteri Bottas mène le championnat avec 26 points (25 points alloués à la victoire et 1 pour le meilleur tour), devant les neuf pilotes qu'il a devancé dans cette première course de la saison. Mercedes Grand Prix est en tête du championnat des constructeurs avec 44 points, bénéficiant également de l'unité supplémentaire liée au meilleur tour de Bottas, et devance Ferrari (22 points), Red Bull (15 points), Haas (8 points), Renault (6 points), Alfa Romeo Racing (4 points), Racing Point (2 points) et Toro Rosso (1 point) ; McLaren et Williams n'ont pas marqué.

## Contexte
Le début du weekend de course est marqué par le décès brutal du directeur de course Charlie Whiting, personnage central des Grands Prix de Formule 1 depuis 1997. Il meurt le jeudi 14 mars d'une embolie pulmonaire à 66 ans, à la veille des premiers essais de la nouvelle saison. Michael Masi, ancien directeur de course adjoint, assure l'intérim le temps du weekend. 
Le Grand Prix d'Australie est également, selon une nouvelle règle établie cette saison, la première course depuis 1959 où est attribué un point supplémentaire à l'auteur du meilleur tour en course et à son écurie, sous réserve, désormais, qu'il se classe parmi les dix premiers de l'épreuve.

### Grille de départ

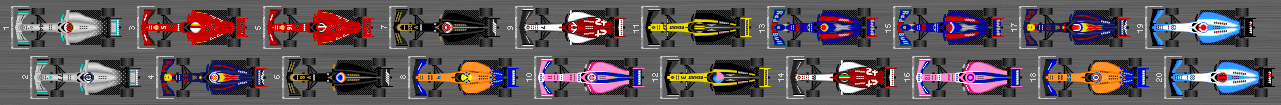
Schéma de la grille de départ du Grand Prix d'Australie 2019.

## Pneus disponibles
| Pneus pour piste sèche | Pneus pour piste sèche | Pneus pour piste sèche | Pneus pluie    | Pneus pluie |
| ---------------------- | ---------------------- | ---------------------- | -------------- | ----------- |
| Durs (Type C2)         | Médiums (Type C3)      | Tendres (Type C4)      | Intermédiaires | Pluie       |

## Essais libres

### Première séance, le vendredi de 12 h à 13 h 30

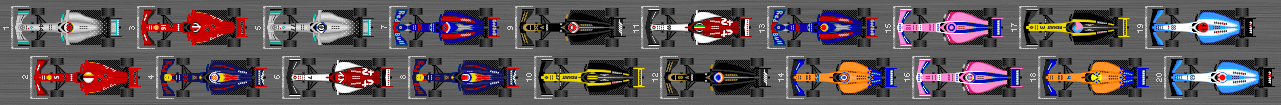
Schéma des résultats de la première séance d'essais libres du Grand Prix d'Australie 2019.

| Pos. | Pilote           | Voiture            | Chrono         | Écart     |
| ---- | ---------------- | ------------------ | -------------- | --------- |
| 1    | Lewis Hamilton   | Mercedes           | 1 min 23 s 599 |           |
| 2    | Sebastian Vettel | Ferrari            | 1 min 23 s 637 | + 0 s 038 |
| 3    | Charles Leclerc  | Ferrari            | 1 min 23 s 673 | + 0 s 074 |
| 4    | Max Verstappen   | Red Bull-Honda     | 1 min 23 s 792 | + 0 s 193 |
| 5    | Valtteri Bottas  | Mercedes           | 1 min 23 s 866 | + 0 s 267 |
| 6    | Kimi Räikkönen   | Alfa Romeo-Ferrari | 1 min 24 s 816 | + 1 s 217 |

### Deuxième séance, le vendredi de 16 h à 17 h 30

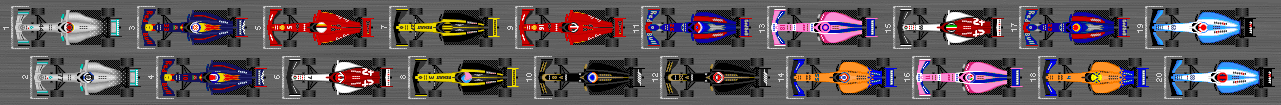
Schéma des résultats de la deuxième séance d'essais libres du Grand Prix d'Australie 2019.

| Pos. | Pilote           | Voiture            | Chrono         | Écart    |
| ---- | ---------------- | ------------------ | -------------- | -------- |
| 1    | Lewis Hamilton   | Mercedes           | 1 min 22 s 600 |          |
| 2    | Valtteri Bottas  | Mercedes           | 1 min 22 s 648 | +0 s 048 |
| 3    | Max Verstappen   | Red Bull-Honda     | 1 min 23 s 400 | +0 s 800 |
| 4    | Pierre Gasly     | Red Bull-Honda     | 1 min 23 s 442 | +0 s 842 |
| 5    | Sebastian Vettel | Ferrari            | 1 min 23 s 473 | +0 s 873 |
| 6    | Kimi Räikkönen   | Alfa Romeo-Ferrari | 1 min 23 s 572 | +0 s 972 |

### Troisième séance, le samedi de 14 h à 15 h

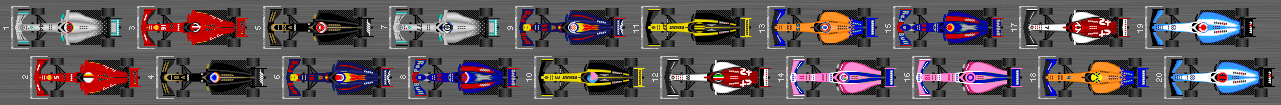
Schéma des résultats de la troisième séance d'essais libres du Grand Prix d'Australie 2019.

| Pos. | Pilote           | Voiture        | Chrono         | Écart     |
| ---- | ---------------- | -------------- | -------------- | --------- |
| 1    | Lewis Hamilton   | Mercedes       | 1 min 22 s 292 |           |
| 2    | Sebastian Vettel | Ferrari        | 1 min 22 s 556 | + 0 s 264 |
| 3    | Charles Leclerc  | Ferrari        | 1 min 22 s 749 | + 0 s 457 |
| 4    | Romain Grosjean  | Haas-Ferrari   | 1 min 23 s 112 | + 0 s 820 |
| 5    | Kevin Magnussen  | Haas-Ferrari   | 1 min 23 s 334 | + 1 s 042 |
| 6    | Pierre Gasly     | Red Bull-Honda | 1 min 23 s 367 | + 1 s 075 |

## Séance de qualifications

### Résultats des qualifications
| Pos.                                                                                      | Pilote             | Écurie                    | Qualifications 1 | Qualifications 2 | Qualifications 3 |
| ----------------------------------------------------------------------------------------- | ------------------ | ------------------------- | ---------------- | ---------------- | ---------------- |
| 1                                                                                         | Lewis Hamilton     | Mercedes                  | 1 min 22 s 043   | 1 min 21 s 014   | 1 min 20 s 486   |
| 2                                                                                         | Valtteri Bottas    | Mercedes                  | 1 min 22 s 367   | 1 min 21 s 193   | 1 min 20 s 598   |
| 3                                                                                         | Sebastian Vettel   | Ferrari                   | 1 min 22 s 885   | 1 min 21 s 912   | 1 min 21 s 190   |
| 4                                                                                         | Max Verstappen     | Red Bull-Honda            | 1 min 22 s 876   | 1 min 21 s 678   | 1 min 21 s 320   |
| 5                                                                                         | Charles Leclerc    | Ferrari                   | 1 min 22 s 017   | 1 min 21 s 739   | 1 min 21 s 442   |
| 6                                                                                         | Romain Grosjean    | Haas-Ferrari              | 1 min 22 s 959   | 1 min 21 s 870   | 1 min 21 s 826   |
| 7                                                                                         | Kevin Magnussen    | Haas-Ferrari              | 1 min 22 s 519   | 1 min 22 s 221   | 1 min 22 s 099   |
| 8                                                                                         | Lando Norris       | McLaren-Renault           | 1 min 22 s 702   | 1 min 22 s 423   | 1 min 22 s 304   |
| 9                                                                                         | Kimi Räikkönen     | Alfa Romeo-Ferrari        | 1 min 22 s 966   | 1 min 22 s 349   | 1 min 22 s 314   |
| 10                                                                                        | Sergio Pérez       | Racing Point-BWT Mercedes | 1 min 22 s 908   | 1 min 22 s 532   | 1 min 22 s 781   |
| 11                                                                                        | Nico Hülkenberg    | Renault                   | 1 min 22 s 540   | 1 min 22 s 562   |                  |
| 12                                                                                        | Daniel Ricciardo   | Renault                   | 1 min 22 s 921   | 1 min 22 s 570   |                  |
| 13                                                                                        | Alexander Albon    | Toro Rosso-Honda          | 1 min 22 s 757   | 1 min 22 s 636   |                  |
| 14                                                                                        | Antonio Giovinazzi | Alfa Romeo-Ferrari        | 1 min 22 s 431   | 1 min 22 s 714   |                  |
| 15                                                                                        | Daniil Kvyat       | Toro Rosso-Honda          | 1 min 22 s 511   | 1 min 22 s 774   |                  |
| 16                                                                                        | Lance Stroll       | Racing Point-BWT Mercedes | 1 min 23 s 017   |                  |                  |
| 17                                                                                        | Pierre Gasly       | Red Bull-Honda            | 1 min 23 s 020   |                  |                  |
| 18                                                                                        | Carlos Sainz Jr.   | McLaren-Renault           | 1 min 23 s 084   |                  |                  |
| 19                                                                                        | George Russell     | Williams-Mercedes         | 1 min 24 s 360   |                  |                  |
| 20                                                                                        | Robert Kubica      | Williams-Mercedes         | 1 min 26 s 067   |                  |                  |
| Temps minimal à réaliser pour la qualification : 1 min 27 s 778 (107 % de 1 min 22 s 017) |                    |                           |                  |                  |                  |

## Course

### Classement de la course
| Pos. | no | Pilote             | Écurie                | Tours | Temps/Abandon                      | Grille | Points |
| ---- | -- | ------------------ | --------------------- | ----- | ---------------------------------- | ------ | ------ |
| 1    | 77 | Valtteri Bottas    | Mercedes              | 58    | 1 h 25 min 27 s 325 (215,954 km/h) | 2      | 25 + 1 |
| 2    | 44 | Lewis Hamilton     | Mercedes              | 58    | + 20 s 886                         | 1      | 18     |
| 3    | 33 | Max Verstappen     | Red Bull-Honda        | 58    | + 22 s 520                         | 4      | 15     |
| 4    | 5  | Sebastian Vettel   | Ferrari               | 58    | + 57 s 109                         | 3      | 12     |
| 5    | 16 | Charles Leclerc    | Ferrari               | 58    | + 58 s 230                         | 5      | 10     |
| 6    | 20 | Kevin Magnussen    | Haas-Ferrari          | 58    | + 1 min 27 s 156                   | 7      | 8      |
| 7    | 27 | Nico Hülkenberg    | Renault               | 57    | + 1 tour                           | 11     | 6      |
| 8    | 7  | Kimi Räikkönen     | Alfa Romeo-Ferrari    | 57    | + 1 tour                           | 9      | 4      |
| 9    | 18 | Lance Stroll       | Racing Point-Mercedes | 57    | + 1 tour                           | 16     | 2      |
| 10   | 26 | Daniil Kvyat       | Toro Rosso-Honda      | 57    | + 1 tour                           | 15     | 1      |
| 11   | 10 | Pierre Gasly       | Red Bull-Honda        | 57    | + 1 tour                           | 17     |        |
| 12   | 4  | Lando Norris       | McLaren-Renault       | 57    | + 1 tour                           | 8      |        |
| 13   | 11 | Sergio Pérez       | Racing Point-Mercedes | 57    | + 1 tour                           | 10     |        |
| 14   | 23 | Alexander Albon    | Toro Rosso-Honda      | 57    | + 1 tour                           | 13     |        |
| 15   | 99 | Antonio Giovinazzi | Alfa Romeo-Ferrari    | 57    | + 1 tour                           | 14     |        |
| 16   | 63 | George Russell     | Williams-Mercedes     | 56    | + 2 tours                          | 19     |        |
| 17   | 88 | Robert Kubica      | Williams-Mercedes     | 55    | + 3 tours                          | 20     |        |
| Abd. | 8  | Romain Grosjean    | Haas-Ferrari          | 29    | Suspension                         | 6      |        |
| Abd. | 3  | Daniel Ricciardo   | Renault               | 28    | Dégâts                             | 12     |        |
| Abd. | 55 | Carlos Sainz Jr.   | McLaren-Renault       | 9     | Moteur                             | 18     |        |

### Pole position et record du tour
- Pole position :  Lewis Hamilton (Mercedes) en 1 min 20 s 486 (237,925 km/h)[9].
- Meilleur tour en course :  Valtteri Bottas (Mercedes) en 1 min 25 s 580 (223,075 km/h) au cinquante-septième tour ; vainqueur de la course, il remporte le point bonus associé au meilleur tour en course[10].

### Tours en tête
- Valtteri Bottas (Mercedes) : 56 tours (1-22 / 25-58)[11]
- Max Verstappen (Red Bull-Honda) : 2 tours (23-24)

## Classements généraux à l'issue de la course
| Pos. | Pilote           | Écurie                    | Points |
| ---- | ---------------- | ------------------------- | ------ |
| 1    | Valtteri Bottas  | Mercedes                  | 26     |
| 2    | Lewis Hamilton   | Mercedes                  | 18     |
| 3    | Max Verstappen   | Red Bull-Honda            | 15     |
| 4    | Sebastian Vettel | Ferrari                   | 12     |
| 5    | Charles Leclerc  | Ferrari                   | 10     |
| 6    | Kevin Magnussen  | Haas-Ferrari              | 8      |
| 7    | Nico Hülkenberg  | Renault                   | 6      |
| 8    | Kimi Räikkönen   | Alfa Romeo-Ferrari        | 4      |
| 9    | Lance Stroll     | Racing Point-BWT Mercedes | 2      |
| 10   | Daniil Kvyat     | Toro Rosso-Honda          | 1      |

| Pos. | Écurie                    | Points |
| ---- | ------------------------- | ------ |
| 1    | Mercedes                  | 44     |
| 2    | Ferrari                   | 22     |
| 3    | Red Bull-Honda            | 15     |
| 4    | Haas-Ferrari              | 8      |
| 5    | Renault                   | 6      |
| 6    | Alfa Romeo-Ferrari        | 4      |
| 7    | Racing Point-BWT Mercedes | 2      |
| 8    | Toro Rosso-Honda          | 1      |

## Statistiques
Le Grand Prix d'Australie 2019 représente 
- la 84e pole position de Lewis Hamilton, sa huitième à Melbourne et sa sixième consécutive sur ce circuit depuis 2014[14].
- la 4e victoire de sa carrière pour Valtteri Bottas[15] ;
- la 88e victoire de Mercedes Grand Prix en tant que constructeur[16] ;
- la 174e victoire de Mercedes en tant que motoriste[17] ;
- le 45e doublé de Mercedes[18] ;
- le 1er départ en Grand Prix pour Alexander Albon, George Russell et Lando Norris[19],[20],[21] ;
- la 1re fois que Valtteri Bottas mène le championnat du monde.

Au cours de ce Grand Prix :
- Valtteri Bottas est élu « Pilote du jour » à l'issue d'un vote organisé sur le site officiel de la Formule 1[22] ;
- Grâce à la troisième place de Max Verstappen, le moteur Honda obtient son premier podium depuis Rubens Barrichello au volant de la Honda RA108 à Silverstone en 2008[23] ;
- Danny Sullivan (15 Grands Prix chez Tyrrell Racing en 1983, 2 points, vainqueur des 500 miles d'Indianapolis 1985 et champion CART en 1988) a été nommé par la FIA conseiller pour aider dans leurs jugements le groupe des commissaires de course[24].